# Aspidispa palmella
Aspidispa palmella es un coleóptero de la familia Chrysomelidae.
Fue descrita científicamente por primera vez en 1960 por Gressitt.